# Edgard Sorgeloos
Edgard Sorgeloos, né le 14 décembre 1930 à Denderhoutem et mort le 12 novembre 2016 à Audenarde, est un coureur cycliste belge. Professionnel de 1951 à 1966, il a notamment remporté une étape du Tour de France 1965. il a fait partie de la fameuse « garde rouge » de Rik Van Looy (1959-1966) après avoir été lieutenant de Rik Van Steenbergen.

## Palmarès
- 1950
  - 4e étape du Tour de Belgique amateurs

- 1951
  - Circuit Het Holt indépendants
  - Grand Prix Maurice Depauw
  - 2e du championnat du Hainaut des indépendants
  - 3e du Tour de Hesbaye

- 1952
  - Circuit de la Dendre
  - 2e de Cras-Avernas-Remouchamps-Cras Avernas

- 1953
  - 3e du Tour du Nord

- 1954
  - 3e étape du Tour d'Europe
  - Flèche halloise

- 1955
  - 3e étape du Tour de Belgique
  - 3e étape du Tour de Suisse
  - Flèche halloise

- 1956
  - Flèche halloise
  - 3e du Grand Prix Beeckman-De Caluwé
  - 7e de Paris-Tours

- 1957
  - Prix de Saint-Lievin-Esse
  - 4e étape du Tour de Suisse
  - Grand Prix de la Famenne
  - 2e du Tour de Suisse
  - 2e du Grand Prix Marcel Kint

- 1958
  - Grand Prix des Ardennes
  - 2e du GP Fichtel & Sachs
  - 2e de Hoeilaart-Diest-Hoeilaart

- 1959
  - Sassari-Cagliari
  - 2e du Trofeo Longines
  - 2e du Tour du Levant
  - 6e du Tour des Flandres

- 1960
  - 1re étape d'À travers la Belgique
  - Prix de Saint-Lievin-Esse
  - 2e d'À travers la Belgique
  - 4e de Paris-Tours
  - 6e de Paris-Nice

- 1961
  - 3e de Sassari-Cagliari

- 1962
  - 8e étape de Paris-Nice
  - Circuit des régions flamandes
  - Grand Prix du Parisien (contre-la-montre par équipes)
  - 2e du championnat de Belgique de l'américaine

- 1964
  - Sassari-Cagliari
  - Tour du Brabant
  - 3e du Grand Prix E3
  - 3e de Paris-Luxembourg

- 1965
  - 4e étape du Tour de France

## Résultats sur les grands tours

### Tour de France
5 participations
- 1962 : 62e
- 1963 : abandon (11e étape)
- 1964 : 61e
- 1965 : 84e, vainqueur de la 4e étape
- 1966 : hors délais (16e étape)

### Tour d'Italie
7 participations
- 1956 : 14e
- 1957 : 44e
- 1959 : 55e
- 1960 : 54e
- 1961 : 46e
- 1962 : abandon (14e étape)
- 1963 : abandon

### Tour d'Espagne
5 participations
- 1956 : 22e
- 1959 : abandon (17e étape)
- 1963 : 15e
- 1964 : non-partant (6e étape)
- 1965 : abandon (17e étape)